# Sedōka
Il Sedōka (in giapponese: 旋頭歌; ) è un particolare tipo di waka, ossia uno schema ritmico della poesia giapponese. 
Il vocabolo giapponese in traslitterazione Hepburn sedōka deriva da sedō = ripetizione della prima frase e ka= poesia; pertanto sedōka significa letteralmente "poesia che torna a capo". Un sedōka consiste di due terzine, ciascuna delle quali è composta da versi di cinque, sette e sette sillabe, per un totale di 38 sillabe. È una forma metrica poco comune che è stata utilizzata talora per i dialoghi. Sono giudicati esemplari i Sedōka di Kakinomoto no Hitomaro (VII secolo), uno dei maggiori poeti del Man'yōshū. 